# Օ
La Օ, minuscolo օ, è la trentottesima lettera dell'alfabeto armeno. Il suo nome è օ, ò (armeno: [o]).
Rappresenta foneticamente la vocale posteriore semichiusa arrotondata [o].

## Codici
- Unicode:
  - Maiuscola Օ : U+0555
  - Minuscola օ : U+0585